# Hubert Skowronek (piłkarz)
Hubert Paweł Skowronek (ur. 3 grudnia 1941 w Gliwicach, zm. 6 stycznia 1979) – polski piłkarz, pomocnik, skrzydłowy, dwukrotny mistrz Polski (1971, 1972) z Górnikiem Zabrze.

## Kariera sportowa
W piłkę zaczął grać w 1955 w szkółce WKKF w Katowicach, w latach 1956-1959 występował w Carbo Gliwice, w latach 1959-1962 był graczem II-ligowego Piasta Gliwice (przez 4 sezony, w 47 spotkaniach strzelił 2 bramki). W sezonie 1962/1963 został zawodnikiem II-ligowego Śląska Wrocław, był podstawowym zawodnikiem tej drużyny, zdobywając z nią awans do I ligi w 1964. Na szczeblu II-ligowym zagrał 55 razy, zdobywając 12 bramek. W I lidze grał trzy sezony (do 1967), w 59 spotkaniach zdobył 12 bramek. W 1967 przeszedł do Górnika Zabrze, z którym wywalczył mistrzostwo Polski w 1971 i 1972, wicemistrzostwo Polski w 1969 oraz trzecie miejsce w 1968 i 1970, ponadto Puchar Polski w 1969, 1971 i 1972 (grał także w eliminacjach zwycięskiego dla Górnika Pucharu Polski w 1968 i 1970. Występował też w rozgrywkach Pucharu Zdobywców Pucharów w sezonie 1969/1970, w tym zagrał w meczu finałowym. Odszedł z klubu po sezonie 1972/1973 (w lidze dla Górnika zagrał w 117 spotkaniach, zdobywając 14 bramek), został zawodnikiem austriackiej drużyny Alpine Donawitz, ale jeszcze w 1973 powrócił do Polski. Karierę zakończył w klubie Walka Makoszowy w 1975.
1 raz zagrał w reprezentacji Polski - 3 grudnia 1966 w towarzyskim spotkaniu z Izraelem (0:0).
Po zakończeniu kariery zawodniczej pracował jako trener, m.in. był asystentem Huberta Kostki w Walce Makoszowy, od jesieni 1975 do końca 1976 trenował II-ligową Stal Stalową Wolę, od stycznia 1977 do lipca 1977 prowadził drużynę II-ligowego Piasta Gliwice, był też trenerem Zastalu Zielona Góra.
Zginął tragicznie w wypadku autobusu, którym jechał jako pasażer. Pochowany na cmentarzu parafialnym św. Józefa w Zabrzu przy ul. Ptasiej.